# Суховоля (Львівський район)
Сухово́ля — село в Україні, у Зимноводівській сільській об'єднаній територіальній громаді Львівського району Львівської області. Село є колишнім центром Суховільської сільської ради. Населення становить 3764 особи.

## Географія
Село Суховоля розташоване за 18 км від обласного центру, 18 км від районного центру та 6 км від адміністративного центру міської громади. За 1,6 км знаходиться найближча залізнична станція Суховоля.

## Населення
За даними всеукраїнського перепису населення 2001 року у селі мешкало 3764 особи.

### Мова
Розподіл населення за рідною мовою за даними перепису 2001 року був наступним:
| українська | 3748 | 99,57 |
| російська  | 14   | 0,37  |
| вірменська | 1    | 0,03  |
| болгарська | 1    | 0,03  |

## Топоніми
Урбаноніми
За кількістю елементів інфраструктури, а це 49 вулиць з 1200 будинками.
Вулиці:
- Архипенка Олександра
- Бандери Степана
- Бічна Вітовського Дмитра
- Бічна Зелена
- Бічна Мисливська
- Бічна Шкільна
- Броварі
- Відродження України
- Вітовського Дмитра
- Володимира Великого
- Гайдамацька
- Ґонти Івана
- Данила Галицького
- Дачна
- Джерельна
- Довбуша Олекси
- Залізнична
- Залізняка Максима
- Залуг
- Зелена
- Зимновідська
- Івасюка Володимира
- Кобилянської Ольги
- Коновальця Євгена
- Лесі Українки
- Липова
- Лісна
- Львівська
- Мисливська
- Огородня
- Озерна
- Окружна
- Підлісна
- Примаченко Марії
- Рибальська
- Сірка Івана
- Січових Стрільців
- Соборна
- Соснова
- Тарнавського Мирона
- Франка Івана
- Хмельницького Богдана
- Чорновола В'ячеслава
- Шевченка Тараса
- Шкільна
- Шухевича Романа
- Явірна
- Ягідна
- Яремчука Назарія

Присілки:
- Доманів
- Зазіре

## Історія
Головною пам'яткою села є церква святого Івана Богослова споруджена 1912 року за проєктом відомого українського архітектора Василя Нагірного. Це одне з найкращих творінь Василя Нагірного, перлина у вінку греко-католицьких святинь Львівщини. Особливе зацікавлення викликають розписи храму, які виконав народний художник України Любомир Медвідь. Ансамбль храму та його довкілля є прекрасним поєднанням історичної спадщини та новітнього сакрального мистецтва.
12 липня 2014 року, в день пам'яті святих славних і всехвальних первоверховних апостолів Петра і Павла, митрополит Львівський і Сокальський Димитрій відвідав Городоцьке благочиння з архіпастирським візитом та звершив чин великого освячення храму на честь святих апостолів Петра і Павла у селі Суховоля.

## Освіта
У відповідності з розпорядженням Кабінету Міністрів України від 12 липня 2017 року № 463-р, проведено розподіл субвенції з державного бюджету місцевим бюджетам на здійснення заходів щодо соціально-економічного розвитку окремих територій (спеціальний фонд) між місцевими бюджетами за об'єктами (заходами). Так, зокрема, на виготовлення проєктно-кошторисної документації та будівництво загальноосвітньої школи I—III ступенів в с. Суховоля виділено субвенцій на суму 2 117 000 гривень.

## Інфраструктура
Починаючи від 1990-х років на території села швидкими темпами почав розвиватися бізнес. Сьогодні понад 200 мешканців Суховолі займаються підприємницькою діяльністю в селі та поза його межами.
Найбільшими підприємницькими структурами у Суховолі є ТзОВ «Фірма „Суховільський деревообробний комбінат“», ТзОВ «Торговий дім „Львівський мехсклозавод“»; сільськогосподарські підприємства — ТзОВ «Меридіан», ПП «Городок Агроспецмонтаж», ПП «Квіти Городка», агропромислове підприємство «Млин 1», виробничий сільськогосподарський кооператив «Воля», а також садівничі товариства — «Сигнал», «Сокіл-4», «Локомотив», а також Західноукраїнська аудиторська фірма «ЗУАФ».
У селі працює двадцять продуктових магазинів, п'ять магазинів промислових товарів, п'ять ресторанів та кафе, три аптеки, дві перукарні.
Зі Львова до села курсують прямі автобусні маршрути (маршрутні таксі) —  № 183, 184 (від автостанції № 2), а також сюди можна дістатися і непрямими маршрутами, а саме: Львів — Рудне (№ 52, 184а) та Львів — Зимна Вода (№ 156) і у Зимній Воді біля сільської ради пересісти на № 184а або ж доїхати до Рудного (вул. Грушевського) чи Зимної Води (вул. Сірка) та й трошки перейтися до Суховолі.
До села Суховолі та однойменної станції можна доїхати зі Львова залізницею від Приміського вокзалу (вул. Городоцька) електропоїздами: № 6111, 6115, 6121 Львів — Шкло; № 6113, 6119 Львів — Мостиська ІІ; № 6105, 6117 Львів — Мостиська ІІ — Державний кордон; № 6107 Львів — Судова Вишня.
Тривалість поїздки — 20 хв., час зупинки — 1 хв. Вартість проїзду — 6 грн.

## Пам'ятки історії
- Церква Святого Івана Богослова.[7]
- Монумент «І мертвим, і живим, і ненародженим борцям за волю України».

### Пам'ятки археології
Володимир Капустяк, розширюючи озеро «Загір'я», знайшов унікальну знахідку, на глибині майже чотирьох метрів натрапив на човен, який зберігся під шаром торфу. Було виявлено на цьому ж місці фрагменти ще семи таких човнів-довбанок. Тепер знахідка перебуває в Києві на експертизі. Тільки після детального проведення експертизи стане відомо, скільки ж насправді років цьому човну. Але вже зараз львівські археологи повідомили, що знахідці не менше як 1500 років. А селу трохи більше як півтисячі років, воно розташоване на історичному місці.

## Галерея

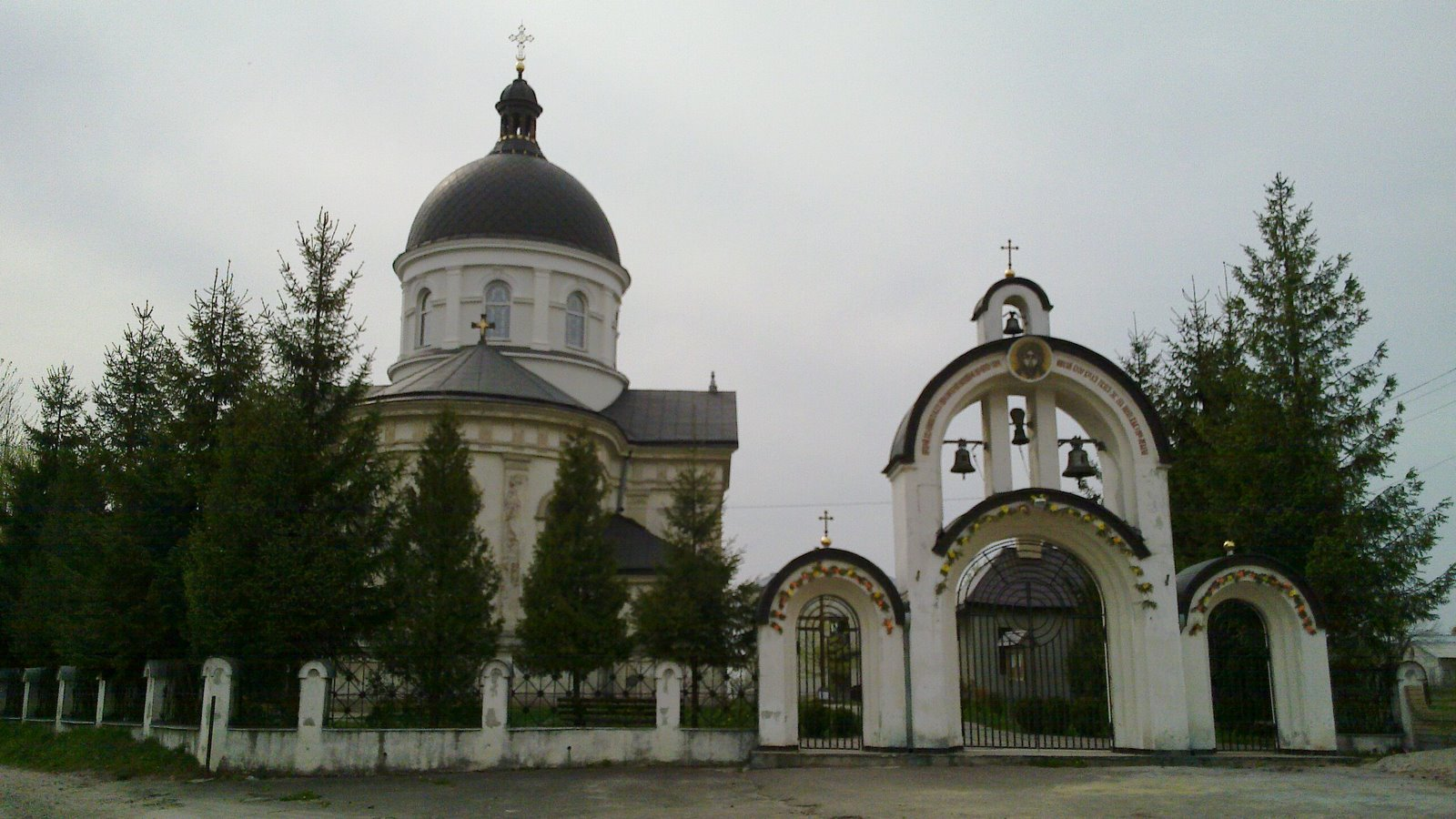
Церква Святого Івана Богослова
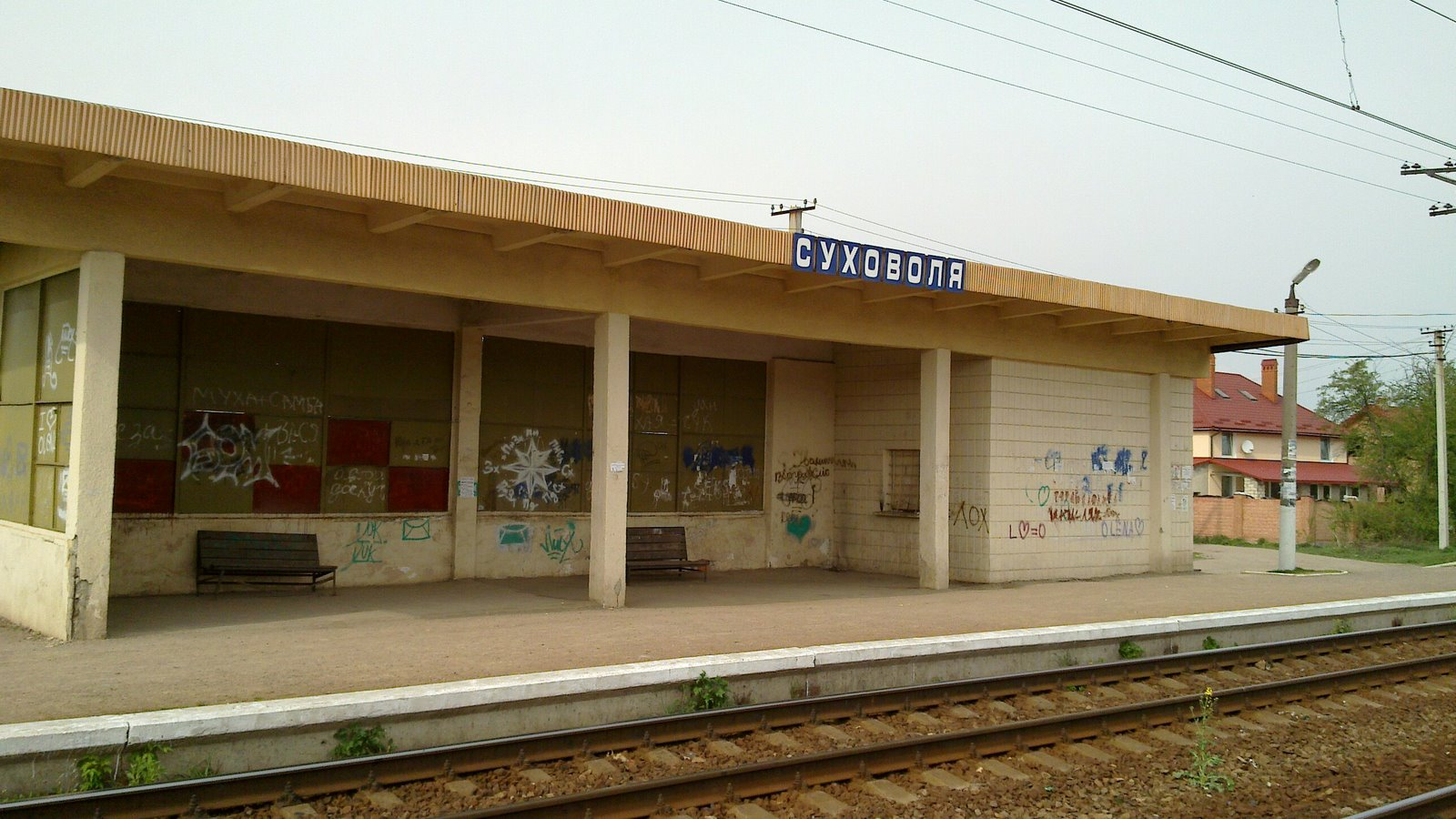
Залізничний зупинний пункт «Суховоля»
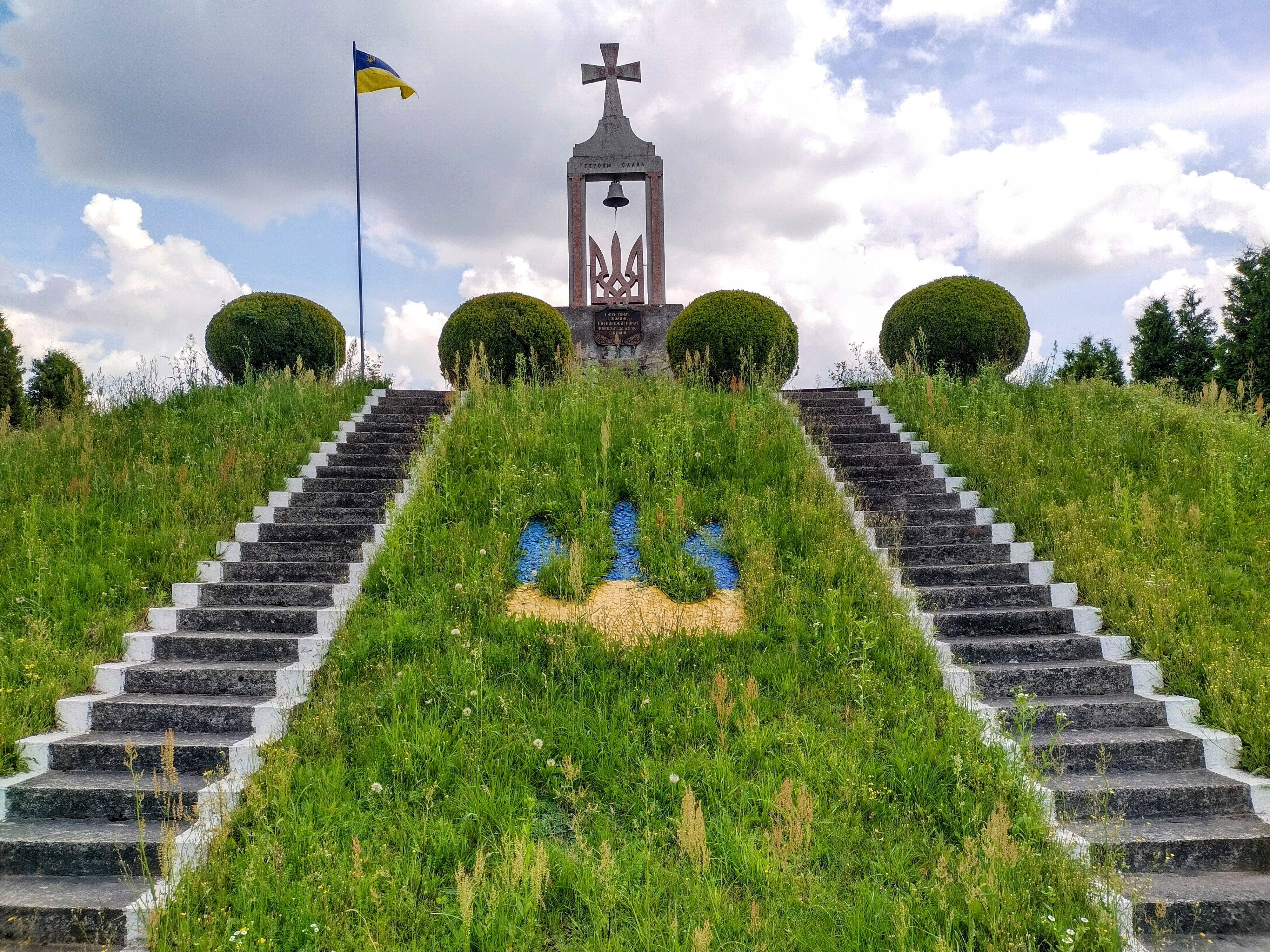
Меморіал «Борцям за волю України»
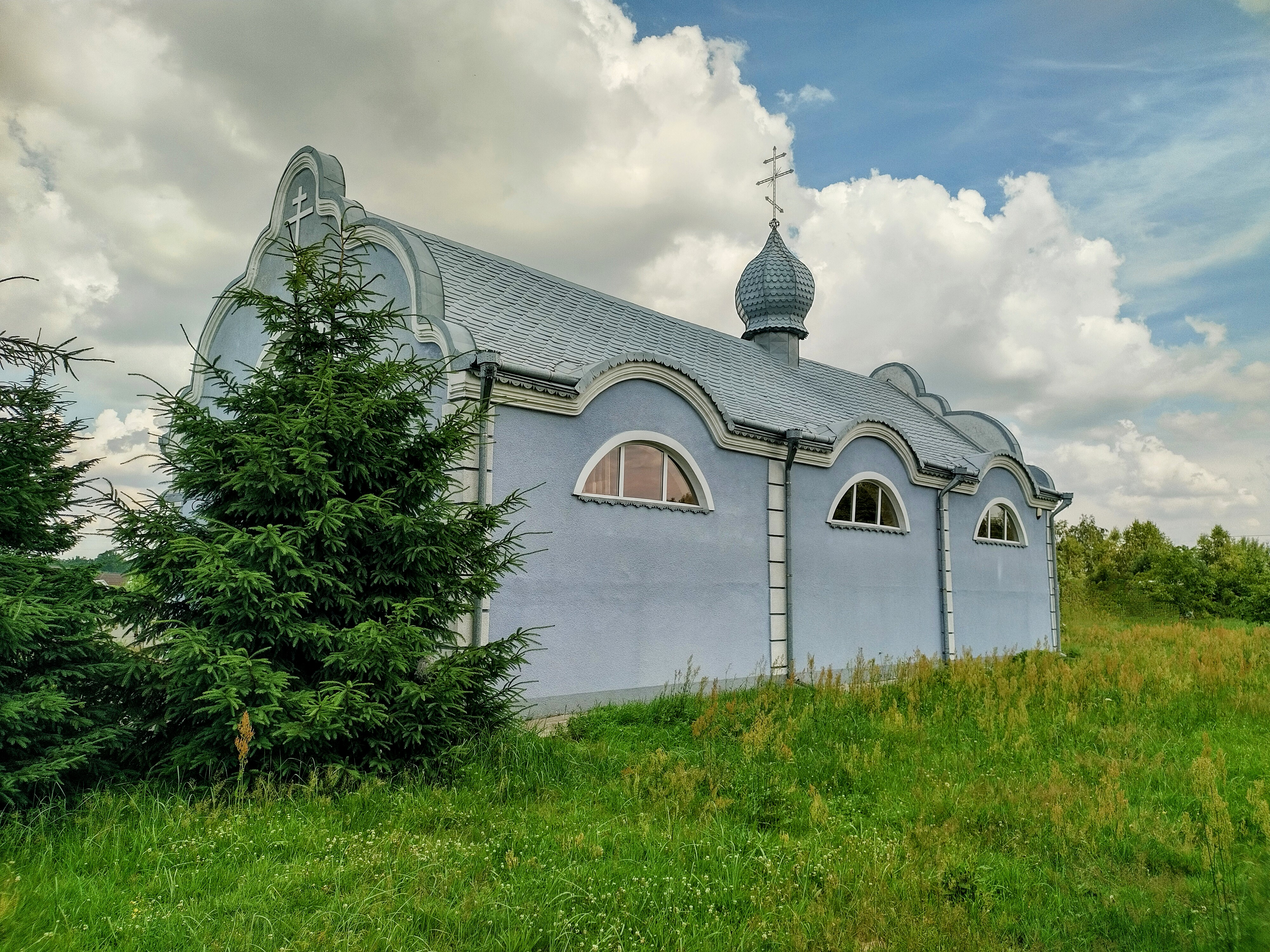
Церква Преображення Господнього (ПЦУ)
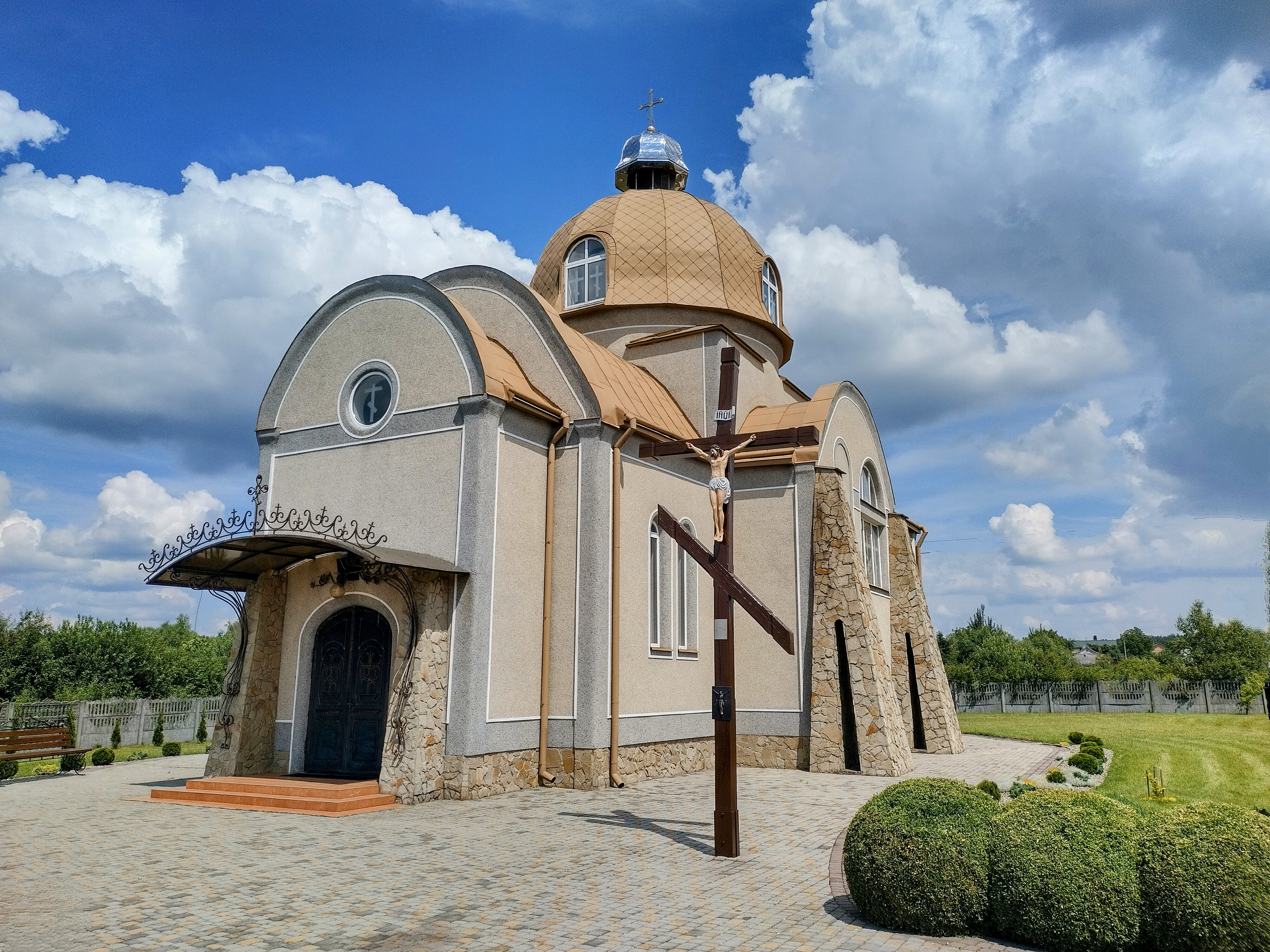
Церква Святих Апостолів Петра і Павла

## Відомі люди
- Ганушевський Михайло Михайлович — священик УГКЦ, громадський діяч, кооператор.
- Сирватка Іван Ігорович (1993-2014) — солдат Збройних сил України, учасник російсько-української війни.
- Січинський Лукіян — парох у селі Мшана, за його сприяння було закінчено спорудження церкви Святого Івана Богослова в Суховолі.[7]